# Escudo de Portugal
El escudo de Portugal está basado en los blasones de sus antiguos monarcas. Fue adoptado oficialmente el 30 de junio de 1911, junto a la bandera.
Está formado por un campo de plata, cinco escusones de azur, puestos en cruz, cargados cada uno de cinco bezantes de plata, colocados en aspa, y una bordura de gules cargada de siete castillos de oro, tres en jefe, dos en flanco y dos hacia la punta, todo ello asentado sobre una esfera armilar en oro y avivada de sable. Los elementos del mencionado escudo portugués están sujetos por dos ramas de olivo en oro, atados por una cinta de colores rojo y verde que reproduce los colores de la bandera.
Significado de los símbolos y colores:
- Los cinco escudos azules (escudetes o quinas) simbolizan a los cinco reyes musulmanes que el rey Alfonso Enríquez derrotó en la batalla de Ourique.
- Los puntos dentro de los escudos (bezantes) representan las cinco llagas de Cristo. Contando los puntos y los escudos suman treinta: las monedas que Judas recibió por delatar a Cristo. Esta explicación no puede estar al origen de los bezantes, que, como puede verse más abajo, no son cinco por escudete en las versiones más antiguas de las armerías.
- Tradicionalmente, los siete castillos representan las victorias de los portugueses contra sus enemigos y simbolizan también el Reino de Algarve. Sin embargo, la verdad es que los castillos fueron introducidos en las armas de Portugal con la subida al trono de Alfonso III de Portugal en 1248, hijo de la infanta Urraca de Castilla. Alfonso no podía usar las armas de su padre, Alfonso II sin diferencias por no ser su hijo primogénito, por lo que las cambió agregando una bordura con las armas de su madre, un castillo de oro en campo de gules similar al escudo de Castilla. Hay que considerar que, con la subida al trono de D. Alfonso III y ya en calidad de rey, este debería haber abandonado las armas personales y tomar las que habían sido de su padre y de su hermano.
- La esfera armilar representa el mundo descubierto por los navegantes portugueses durante los siglos XV y XVI.[1]

## Otras versiones

Escudo pequeño, usado en la bandera nacional
Escudo usado en los estandartes de las unidades militares
Armas en gráfica digital, utilizadas por la Presidencia de la República desde 2008

## Escudos históricos

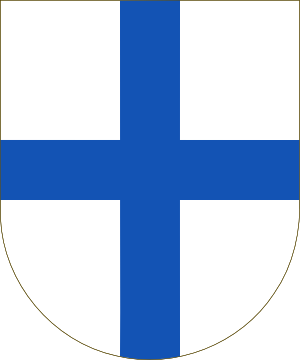
1095-1139 (escudo de armas del condado portucalense)
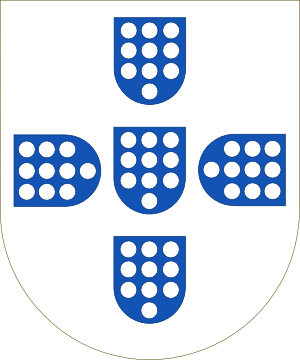
1139-1247 (primer escudo de armas histórico)
1248-1385
1385-1481
1481-Presente

## Escudos de Armas Reales de Portugal

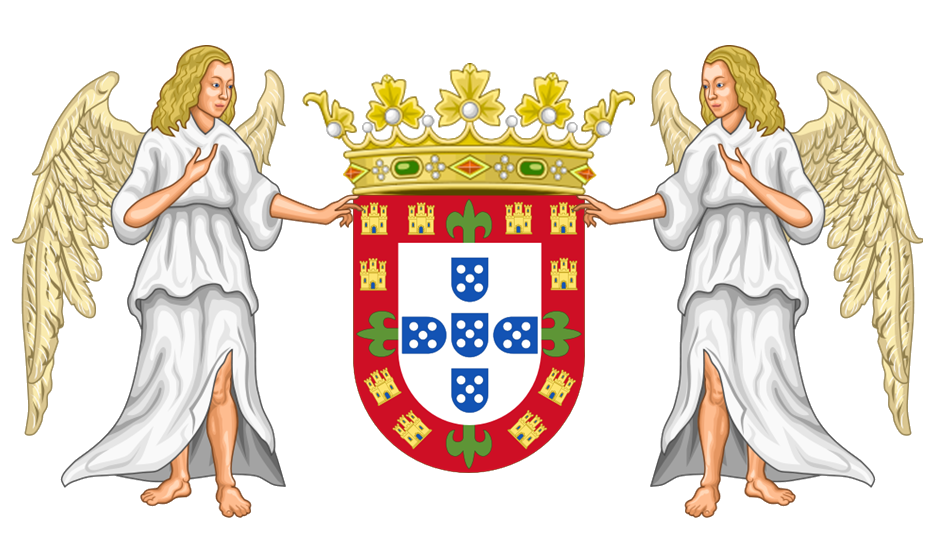
Escudo de armas mayor durante el comienzo del reinado de la Casa de Avís
Escudo de armas menor desde 1481
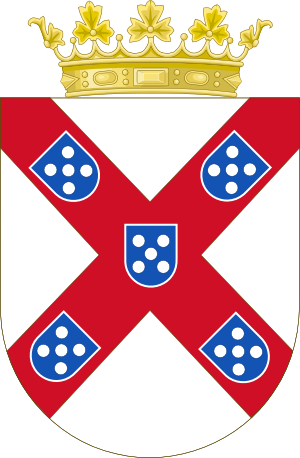
Primer escudo de armas de los duques de Braganza
Escudo de armas mayor durante el reinado de la Casa de Braganza

## Evolución de la corona real heráldica de Portugal

Siglo XIV
Finales del siglo XVI
Mediados del siglo XVII
Finales del siglo XVII

## Escudos de armas propuestos

Escudo de armas propuesto por Alexandre Fontes (1911)

## Escudos de armas gubernamentales de Portugal

Casa de los Dignos Pares del Reino (Cámara alta) (1820-1910)
Cámara de Diputados de la Nación (Cámara Baja) (1820-1910)
Asamblea de la República Portuguesa (1911-Hasta la actualidad)
Tribunal Constitucional (1982)
Sello del Gobierno Provisional de la República Portuguesa

## Escudos de las subdivisiones de Portugal

Reino de Algarve
Región Autónoma de las Azores
Región Autónoma de Madeira

### Antiguas Colonias

Escudo de armas del Brasil Colonial (1500-1815)
Armas del Reino de Brasil (1816-1822)
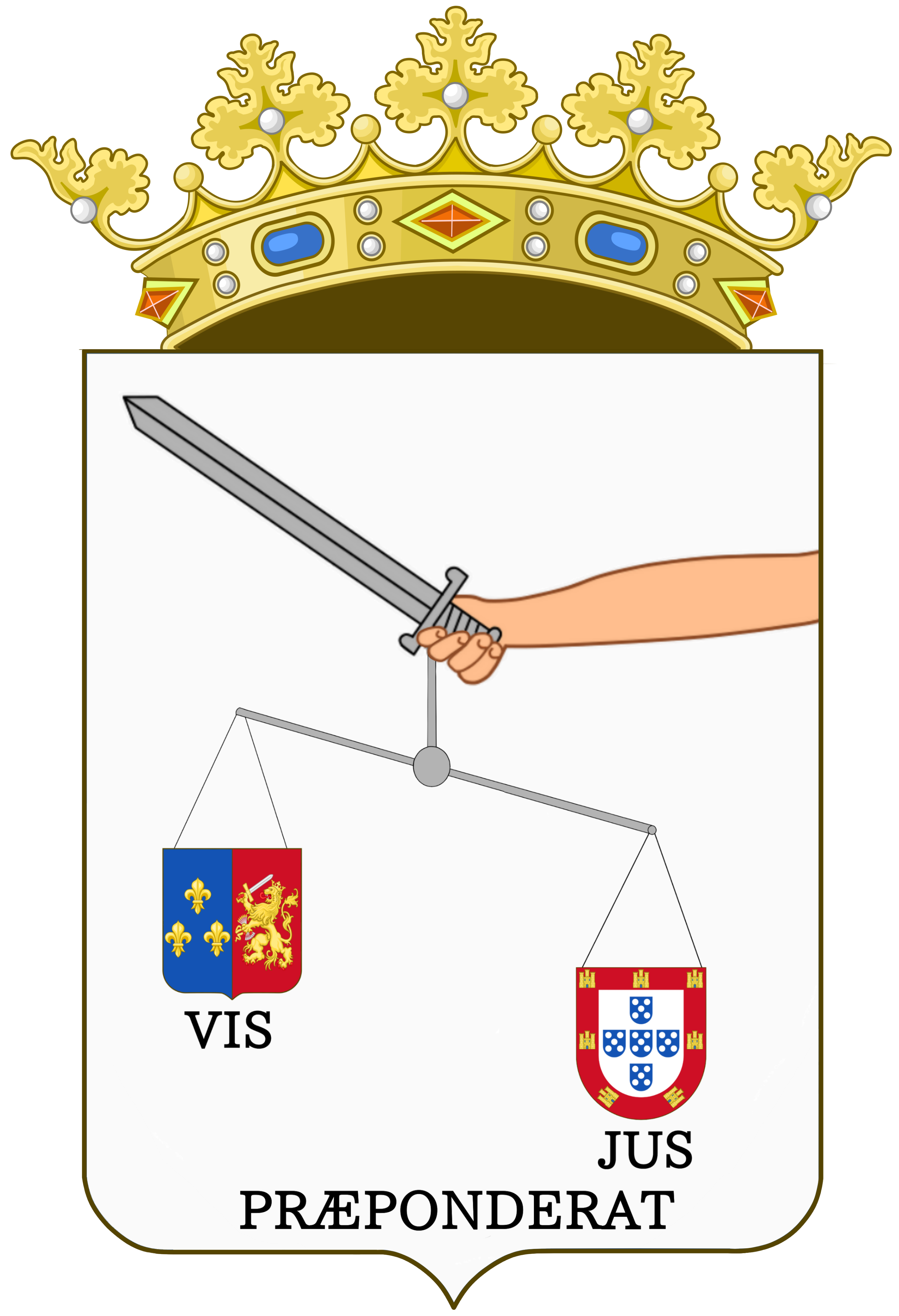
Escudo de Armas de la Capitanía del Maranhão (1674-1821)
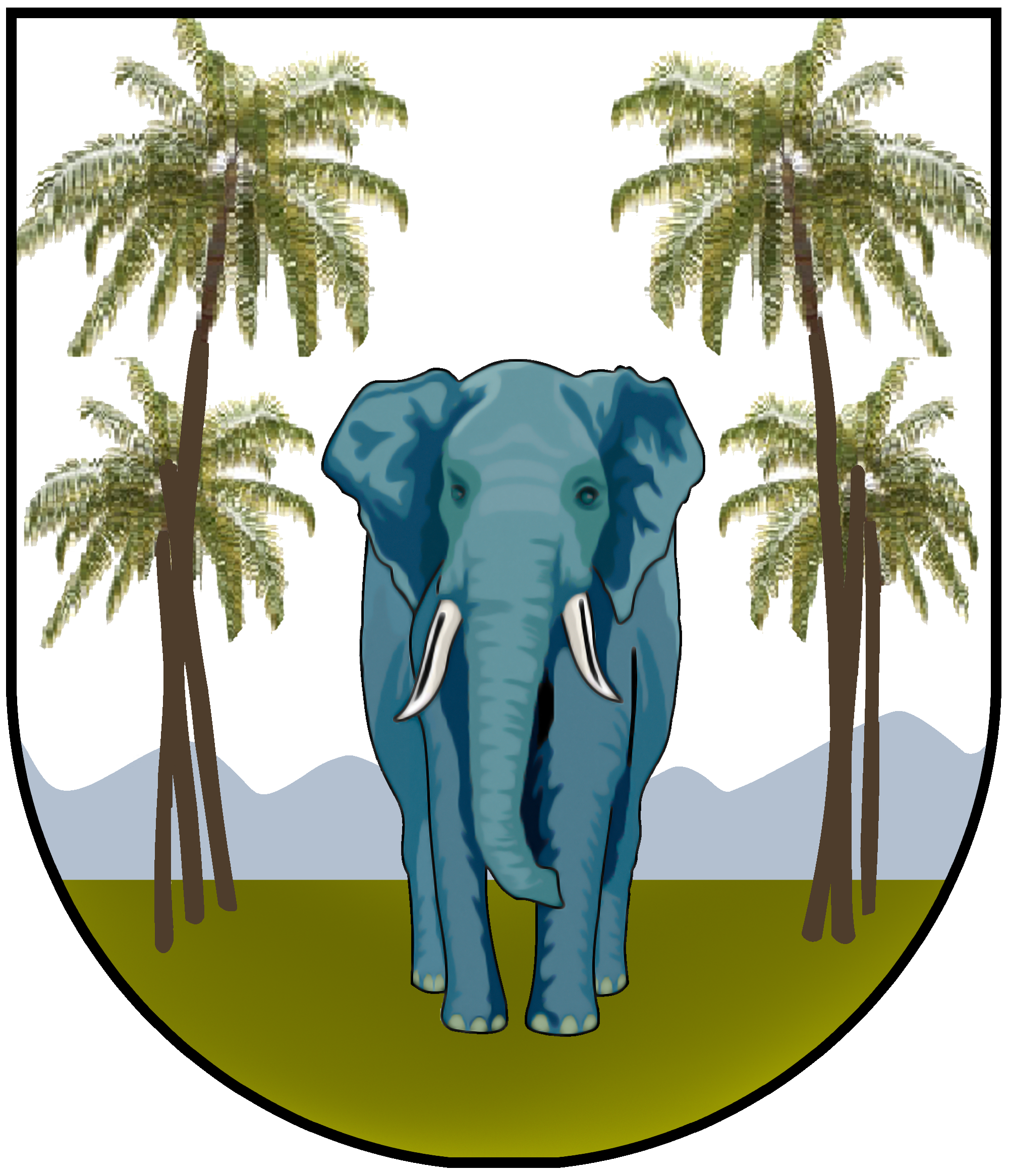
Armas de Ceilán Portugués (1505-1658)
Primer escudo de armas de Macao Portugués (1850-1910)
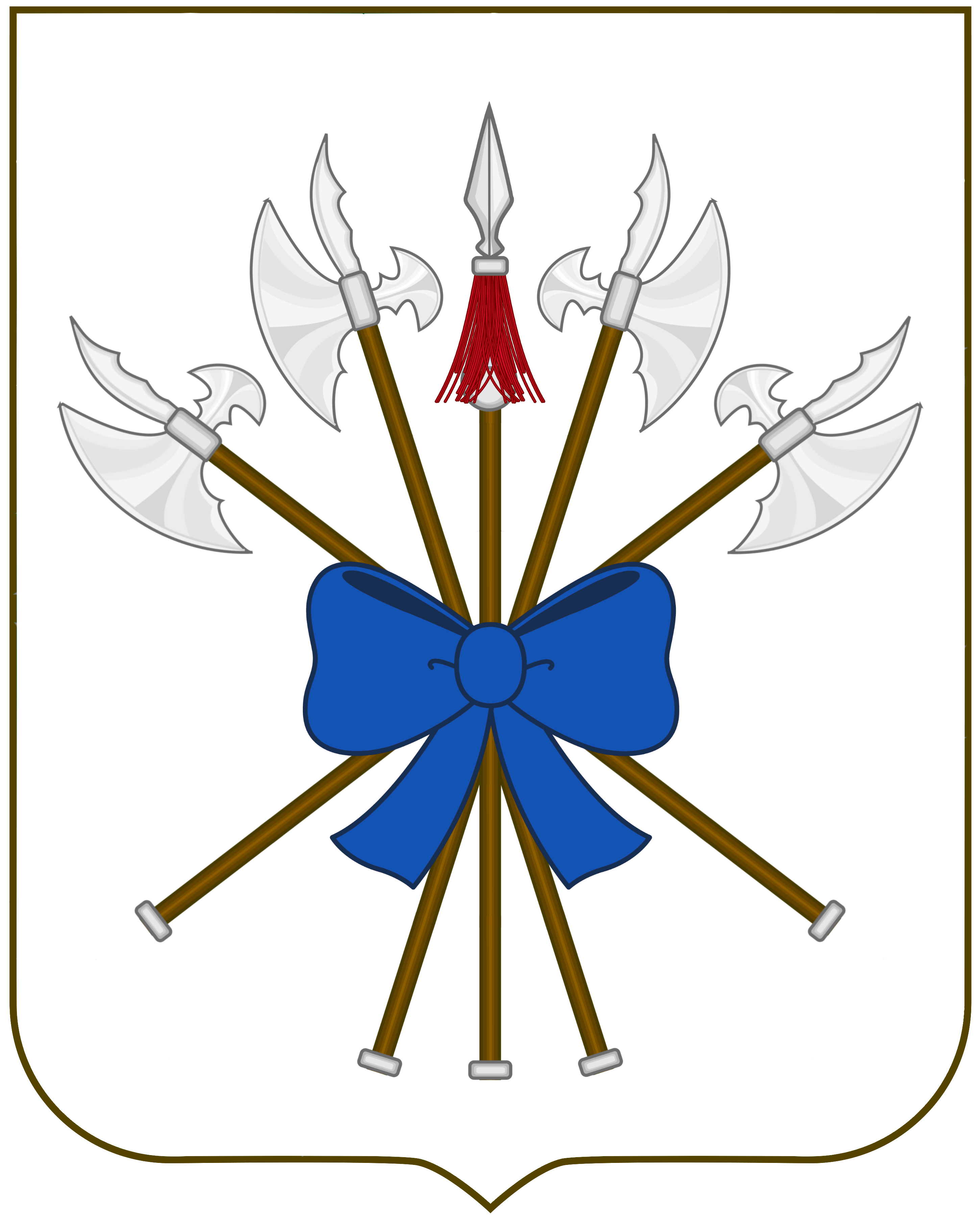
Escudo de armas de Dili (Timor Portugues) (1700)
Escudo de armas de la Isla de Mozambique (1600)
Escudo de Armas de la Guinea Portuguesa y Española (1600)
Escudo de armas de Salsete (1600)
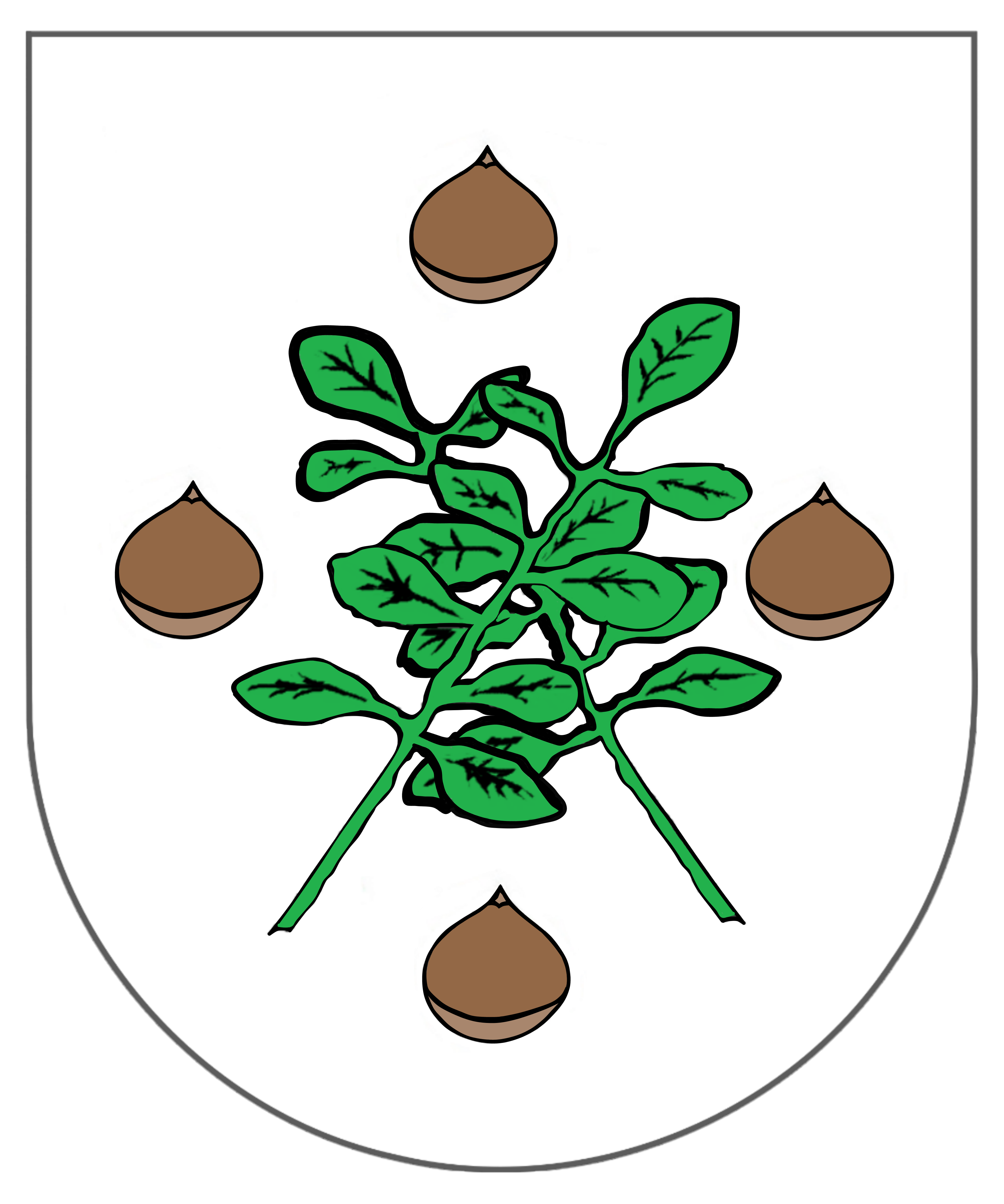
Escudo de armas de la Isla de Santiago (1600)
Escudo de armas de Benguela a finales del siglo XVIII
Escudo de armas de Goa a finales del siglo XVIII